# All I Want (Captain Hollywood Project)
All I Want is een nummer van de Duitse eurodancegroep Captain Hollywood Project uit 1993. Het is de derde single van hun debuutalbum Love Is Not Sex.
All I Want is een eurodance-nummer met r&b-invloeden. Het is een wat langzamer nummer dan andere dancenummers uit de eerste helft van de jaren '90. Het nummer werd een klein hitje in Frankrijk en het Duitse en Nederlandse taalgebied. In Duitsland behaalde het de 22e positie, in de Nederlandse Top 40 de 32e en in de Vlaamse Radio 2 Top 30 de 21e.